# Томас Енквіст
Томас Карл Юхан Енквіст (швед. Thomas Karl Johan Enqvist; 13 березня 1974, Стокгольм, Швеція) — шведський професійний тенісист.
- Фіналіст Відкритого чемпіонату Австралії 1999 року.
- Володар 19-ти титулів ATP в одиночному розряді і 1-го титулу у парному.
- Найвища позиція в рейтингу ATP — 4-те місце (15 листопада 1999).
- Переможець юніорського турніру Відкритого чемпіонату Австралії 1991 року.
- Переможець юніорського Вімблдону 1991 року.
- Переможець юніорського турніру Відкритого чемпіонату Франції в парному розряді 1991 року.

## Особисті дані
Сім'я: батько Фольке — інженер, мати Біргитта — економіст.
Захоплюється футболом. Вболіває за хокейну команду «Філадельфія Флайєрз».
Улюблені фільми — «Кримінальне чтиво» та «Тупий і ще тупіший».

## Спортивна кар'єра
Томас Енквіст розпочав професійну кар'єру 1991 року. Того є року йому вдалося яскраво засвітитися на юніорському рівні: за один сезон він зумів виграти юніорські змагання на Відкритому чемпіонаті Австралії і Вімблдонському турнірі в одиночному розряді, а також на Відкритому чемпіонаті Франції в парному. Наступного року він дебютував на Турнірі Великого шолома в дорослих змаганнях на Відкритому чемпіонаті Австралії, виграв свій перший титул ATP в італійському Больцано і фінішував у першій сотні тенісистів-професіоналів. 2003 року здобув другу перемогу в турнірах ATP у Скенектаді.
Одним з найвдаліших сезонів у кар'єрі Томаса можна назвати 1995 рік. За один сезон він зумів виграти відразу п'ять турнірів: Окленд, Філадельфія, Пайнхерст, Індіанаполіс і Стокгольм. За підсумками року він увійшов до першої десятки (7-ме місце) і отримав нагороду ATP «Прогрес року». 1996 року вперше дійшов до чвертьфіналу Турніру Великого шолома. Відбулося це на Відкритому чемпіонаті Австралії. Крім того, Енквісту вдалося виграти ще три турніри в Нью-Делі, в рідному для себе Стокгольмі, а також престижний турнір серії Мастерс у Парижі. В тому сезоні він взяв участь у тенісному турнірі Олімпійських ігор в Атланті, де програв у третьому раунді.
Два роки поспіль (1997 і 1998) Енквісту вдалося перемогти на турнірі в Марселі. Крім того, 1998 року він досягнув успіху на турнірі в Мюнхені. Успішно Томас почав сезон 1999 року. Після перемоги на турнірі в Аделаїді його чекав виступ на Відкритому чемпіонаті Австралії. В Австралії йому вдалося обіграти Яна-Майкла Гембілла, Байрона Блека, австралійців Патріка Рафтера і Марка Філіппуссіса, у чвертьфіналі швейцарця Марка Россі, а в півфіналі Ніколаса Лапентті і, таким чином, дійти до фіналу. У фіналі він зустрівся з росіянином Євгеном Кафельниковим. Вигравши перший сет з рахунком 6-4, Томас все ж в останніх трьох програв і поступився із загальним рахунком 6-4, 0-6, 3-6, 6-7 (1). Цей фінал стає кращим виступом на турнірах Великого шолома в кар'єрі Томаса Енквіста. Перемігши в листопаді 1999 року на турнірі серії Мастерс у Штутгарті втретє в рідному Стокгольмі, він 15 листопада досягнув найвищої сходинки в рейтингу за свою кар'єру — 4 місце.
2000 року Томас зумів дійти до двох фіналів турнірів серії Мастерс в Індіан-Веллсі, де програє Алексу Корретсі 4-6, 4-6, 3-6 і в Цинциннаті, де цього разу зумів перемогти Тіма Генмана 7-6 (5), 6-4. Крім того, в тому сезоні Енквісту вдалося перемогти на турнірі в Базелі, обігравши в п'яти сетах 19-річного швейцарця Роджера Федерера. 2001 року йому вдалося пробитися до чвертьфіналу на Вімблдонському турнірі. 2002 року, вигравши втретє в кар'єрі турнір у Марселі, Томас Енквіст виборов свій 19-й і останній титул ATP. 2004 року вдруге в кар'єрі взяв участь в Олімпійських іграх. Цього разу в Афінах він вибув вже в першому раунді, що в одиночному, що в парному розряді. 2006 року оголосив про завершення спортивної кар'єри.

## Діяльність після завершення спортивної кар'єри
Закінчивши свою п'ятнадцятирічну професійну кар'єру в 2006 році, Томас працював у Шведській федерації тенісу зі своєю програмою юніорів, навчаючи та тренуючи молодь. 2014 року Томас був тренером колишнього кращого гравця Іспанії Фернандо Вердаско. Починаючи із вересня 2017, співпрацює із «Академією тенісу IBS Томаса Енквіста» (англ. IBS Tennis Academy by Thomas Enqvist) у Міжнародній двомовній школі Провансу.

## Цікаві факти
- Найчастіше Томас у фіналах на турнірах ATP зустрічався з росіянином Євгеном Кафельниковим — три рази. При цьому двічі він домігся перемоги в Парижі та Марселі і один раз програв у фіналі Відкритого чемпіонату Австралії.

## Важливі фінали

### Фінали турнірів Великого шолома

#### Одиночний розряд: 1 (0–1)
| Результат | Рік  | Турнір                        | Покриття | Суперник          | Рахунок                 |
| --------- | ---- | ----------------------------- | -------- | ----------------- | ----------------------- |
| Поразка   | 1999 | Відкритий чемпіонат Австралії | Тверде   | Євген Кафельников | 6–4, 0–6, 3–6, 6–7(1–7) |

### Фінали турнірів серії Мастерс

#### Одиночний розряд: 4 (3–1)
| Результат | Рік  | Турнір                  | Покриття   | Суперник          | Рахунок            |
| --------- | ---- | ----------------------- | ---------- | ----------------- | ------------------ |
| Перемога  | 1996 | Париж, Франція          | Килим (i)  | Євген Кафельников | 6–2, 6–4, 7–5      |
| Перемога  | 1999 | Штутгарт, Німеччина     | Тверде (i) | Ріхард Крайчек    | 6–1, 6–4, 5–7, 7–5 |
| Поразка   | 2000 | Індіан-Веллс, США       | Тверде     | Алекс Корретха    | 4–6, 4–6, 3–6      |
| Перемога  | 2000 | Мастерс Цинциннаті, США | Тверде     | Тім Генман        | 7–6(7–5), 6–4      |

## Фінали в одиночному розряді за кар'єру

### Одиночний розряд: 26 (19–7)
| Легенда                  |
| Великий шлем (0–1)       |
| Tennis Masters Cup (0–0) |
| Серія Мастерс ATP (3–1)  |
| Серія турнірів ATP (2–1) |
| Тур ATP (14–4)           |

| Титули за покриттям |
| Тверде (13–7)       |
| Трава (0–0)         |
| Ґрунт (2–0)         |
| Килим (4–0)         |

| Результат | W/L | Дата     | Турнір                                  | Покриття   | Суперник          | Рахунок                      |
| --------- | --- | -------- | --------------------------------------- | ---------- | ----------------- | ---------------------------- |
| Перемога  | 1.  | Жов 1992 | Больцано, Італія                        | Килим (i)  | Арно Боеч         | 6–1, 1–6, 7–6(9–7)           |
| Перемога  | 2.  | Сер 1993 | Скенектаді, США                         | Тверде     | Бретт Стівен      | 4–6, 6–3, 7–6(7–0)           |
| Перемога  | 3.  | Січ 1995 | Окленд, Нова Зеландія                   | Тверде     | Чак Адамс         | 6–2, 6–1                     |
| Перемога  | 4.  | Лют 1995 | Філадельфія, США                        | Килим (i)  | Майкл Чанг        | 0–6, 6–4, 6–0                |
| Перемога  | 5.  | Тра 1995 | Пайнгерст, США                          | Ґрунт      | Хав'єр Франа      | 6–3, 3–6, 6–3                |
| Поразка   | 1.  | Сер 1995 | Лос-Анджелес, США                       | Тверде     | Міхаель Штіх      | 7–6(9–7), 6–7(4–7), 2–6      |
| Перемога  | 6.  | Сер 1995 | Індіанаполіс, США                       | Тверде     | Бернд Карбахер    | 6–4, 6–3                     |
| Перемога  | 7.  | Лис 1995 | Стокгольм, Швеція                       | Тверде (i) | Арно Боеч         | 7–5, 6–4                     |
| Перемога  | 8.  | Кві 1996 | Maharashtra Open, Індія                 | Тверде     | Байрон Блек       | 6–2, 7–6(7–3)                |
| Перемога  | 9.  | Лис 1996 | Париж, Франція                          | Килим (i)  | Євген Кафельников | 6–2, 6–4, 7–5                |
| Перемога  | 10. | Лис 1996 | Стокгольм, Швеція                       | Тверде (i) | Тодд Мартін       | 7–5, 6–4, 7–6(7–0)           |
| Перемога  | 11. | Лют 1997 | Марсель, Франція                        | Тверде (i) | Марсело Ріос      | 6–4, 1–0, ret.               |
| Поразка   | 2.  | Лип 1997 | Лос-Анджелес, США                       | Тверде     | Джим Кур'є        | 4–6, 4–6                     |
| Перемога  | 12. | Лют 1998 | Марсель, Франція                        | Тверде (i) | Євген Кафельников | 6–4, 6–1                     |
| Поразка   | 3.  | Бер 1998 | Філадельфія, США                        | Тверде (i) | Піт Сампрас       | 5–7, 6–7(3–7)                |
| Перемога  | 13. | Тра 1998 | Мюнхен, Німеччина                       | Ґрунт      | Андре Агассі      | 6–7(4–7), 7–6(8–6), 6–3      |
| Перемога  | 14. | Січ 1999 | Аделаїда, Австралія                     | Тверде     | Ллейтон Г'юїтт    | 4–6, 6–1, 6–2                |
| Поразка   | 4.  | 1999     | Відкритий чемпіонат Австралії, Мельбурн | Тверде     | Євген Кафельников | 6–4, 0–6, 3–6, 6–7(1–7)      |
| Перемога  | 15. | Лис 1999 | Штуттґард, Німеччина                    | Тверде (i) | Ріхард Крайчек    | 6–1, 6–4, 5–7, 7–5           |
| Перемога  | 16. | Лис 1999 | Стокгольм, Швеція                       | Тверде (i) | Магнус Густафссон | 6–3, 6–4, 6–2                |
| Поразка   | 5.  | Січ 2000 | Аделаїда, Австралія                     | Тверде     | Ллейтон Г'юїтт    | 6–3, 3–6, 2–6                |
| Поразка   | 6.  | Бер 2000 | Індіан-Веллс, США                       | Тверде     | Алекс Корретха    | 4–6, 4–6, 3–6                |
| Перемога  | 17. | Лип 2000 | Мастерс Цинциннаті, США                 | Тверде     | Тім Генман        | 7–6(7–5), 6–4                |
| Поразка   | 7.  | Сер 2000 | Connecticut Open, США                   | Тверде     | Магнус Норман     | 3–6, 7–5, 5–7                |
| Перемога  | 18. | Жов 2000 | Базель, Швейцарія                       | Килим (i)  | Роджер Федерер    | 6–2, 4–6, 7–6(7–4), 1–6, 6–1 |
| Перемога  | 19. | Лют 2002 | Марсель, Франція                        | Тверде (i) | Ніколя Ескюде     | 6–7(4–7), 6–3, 6–1           |

### Парний розряд: 1 (1–0)
| Легенда                  |
| Великий шлем (0–0)       |
| Tennis Masters Cup (0–0) |
| Серія Мастерс ATP (0–0)  |
| Серія турнірів ATP (0–0) |
| Тур ATP (1–0)            |

| Титули за покриттям |
| Тверде (1–0)        |
| Трава (0–0)         |
| Ґрунт (0–0)         |
| Килим (0–0)         |

| Результат | W/L | Дата     | Турнір           | Покриття | Партнер        | Суперники                    | Рахунок  |
| --------- | --- | -------- | ---------------- | -------- | -------------- | ---------------------------- | -------- |
| Перемога  | 1.  | Лют 1997 | Марсель, Франція | Тверде   | Магнус Ларссон | Олів'є Делетр Фабріс Санторо | 6–3, 6–4 |

### Командні турніри (1)
| №  | Рік  | Турнір       | Команда                                              | Суперник у фіналі                           | Рахунок |
| 1. | 1996 | Кубок Девіса | Швеція Й. Бйоркман, Н. Культі, С. Едберг, Т. Енквіст | Франція А. Беч, С. Пйолін, Г. Рау, Г. Форже | 2-3     |

## Досягнення в одиночних змаганнях
| W | Ф | ПФ | ЧФ | #Р | КТ | К# | DNQ | A | NH |

| Турнір                                 | 1989              | 1990              | 1991              | 1992              | 1993              | 1994              | 1995           | 1996           | 1997           | 1998           | 1999 | 2000              | 2001              | 2002              | 2003              | 2004              | 2005              | ТУ     | В-П    |
| -------------------------------------- | ----------------- | ----------------- | ----------------- | ----------------- | ----------------- | ----------------- | -------------- | -------------- | -------------- | -------------- | ---- | ----------------- | ----------------- | ----------------- | ----------------- | ----------------- | ----------------- | ------ | ------ |
| Турніри Великого шолома                |                   |                   |                   |                   |                   |                   |                |                |                |                |      |                   |                   |                   |                   |                   |                   |        |        |
| Відкритий чемпіонат Австралії з тенісу |                   |                   | К2р               | 2р                | 1р                | 2р                | 3р             | ЧФ             | 4р             | 2р             | Ф    | 1р                |                   | 2р                | 1р                | 3р                | 1р                | 0 / 13 | 21–12  |
| Відкритий чемпіонат Франції з тенісу   |                   |                   |                   |                   | 1р                | 1р                | 1р             | 1р             |                | 3р             | 2р   | 3р                | 4р                | 2р                | 1р                | 3р                | 1р                | 0 / 12 | 11–12  |
| Вімблдонський турнір                   |                   |                   | К1р               |                   | 1р                |                   | 1р             | 2р             |                | 3р             | 3р   | 4р                | ЧФ                | 2р                | 1р                | 3р                | 1р                | 0 / 11 | 15–11  |
| Відкритий чемпіонат США з тенісу       |                   |                   |                   | К1р               | 4р                | 3р                | 2р             | 4р             |                |                | 1р   | 4р                | 1р                | 3р                | 2р                | 2р                |                   | 0 / 10 | 16–10  |
| В-П                                    | 0–0               | 0–0               | 0–0               | 0–1               | 3–4               | 3–3               | 3–3            | 8–4            | 3–1            | 5–3            | 9–4  | 8–4               | 7–3               | 5–4               | 1–4               | 7–4               | 0–3               | 0 / 46 | 63–45  |
| Чемпіонати закінчення сезону           |                   |                   |                   |                   |                   |                   |                |                |                |                |      |                   |                   |                   |                   |                   |                   |        |        |
| Фінал ATP                              | Не кваліфікувався | Не кваліфікувався | Не кваліфікувався | Не кваліфікувався | Не кваліфікувався | Не кваліфікувався | ПФ             | КТ             | DNQ            | DNQ            | КТ   | Не кваліфікувався | Не кваліфікувався | Не кваліфікувався | Не кваліфікувався | Не кваліфікувався | Не кваліфікувався | 0 / 3  | 5–4    |
| Кубок Великого шлему                   | NH                | Не запрошували    | Не запрошували    | Не запрошували    | Не запрошували    | Не запрошували    | Не запрошували | Не запрошували | Не запрошували | Не запрошували | ПФ   | Не проводили      | Не проводили      | Не проводили      | Не проводили      | Не проводили      | Не проводили      | 0 / 1  | 1–1    |
| Серія Мастерс ATP                      |                   |                   |                   |                   |                   |                   |                |                |                |                |      |                   |                   |                   |                   |                   |                   |        |        |
| Індіан-Веллс                           |                   |                   |                   |                   | К1р               |                   | 3р             | 2р             | 2р             | ЧФ             | 1р   | Ф                 | 2р                | ЧФ                | 1р                | 1р                | 3р                | 0 / 11 | 16–11  |
| Відкритий чемпіонат Маямі з тенісу     |                   |                   |                   |                   | 1р                |                   | 4р             | 2р             | 2р             | ЧФ             | ПФ   | 4р                | 3р                | 3р                | 3р                | 1р                | 1р                | 0 / 12 | 15–11  |
| Монте-Карло                            |                   |                   |                   |                   | 1р                |                   | 2р             | 2р             | 2р             | 1р             | 2р   | 2р                | 2р                | 1р                |                   | 1р                |                   | 0 / 10 | 4–10   |
| Рим                                    |                   |                   |                   |                   |                   |                   |                | 3р             |                | 1р             | 1р   | 3р                | 2р                | 3р                | 1р                |                   | К1р               | 0 / 7  | 7–7    |
| Гамбург                                |                   |                   |                   |                   | 1р                |                   |                |                |                |                |      | 2р                | 1р                | 1р                |                   |                   |                   | 0 / 4  | 1–4    |
| Мастерс Канада                         |                   |                   |                   |                   |                   | ЧФ                | ПФ             | ЧФ             | ЧФ             |                | 1р   | 3р                | 1р                | 1р                | К2р               | 1р                |                   | 0 / 9  | 13–9   |
| Мастерс Цинциннаті                     |                   |                   |                   |                   | К1р               | 3р                | ПФ             | ПФ             | 2р             |                | 2р   | П                 | 1р                | 3р                | 2р                | 1р                |                   | 1 / 10 | 20–9   |
| Штутгарт (Мадрид)                      |                   |                   | 1р                | 3р                | 1р                | 2р                | ЧФ             | 3р             | 2р             |                | П    | 2р                | ЧФ                |                   | 2р                | К2р               |                   | 1 / 11 | 16–9   |
| Париж                                  |                   |                   |                   |                   |                   |                   | 2р             | П              | ПФ             | 1р             | 3р   | 2р                | 2р                |                   |                   | 1р                | К1р               | 1 / 8  | 11–7   |
| В-П                                    | N/A               | 0–0               | 0–0               | 0–1               | 0–4               | 6–3               | 15–7           | 14–7           | 6–6            | 6–5            | 13–7 | 19–7              | 8–9               | 8–7               | 4–5               | 0–6               | 2–2               | 3 / 82 | 103–77 |
| Рейтинг на кінець року                 | 1103              | 472               | 231               | 63                | 88                | 59                | 7              | 9              | 28             | 22             | 5    | 9                 | 24                | 44                | 96                | 72                | 133               | N/A    | N/A    |

## Перемоги на гравцями першої 10-ки
| Сезон    | 1991 | 1992 | 1993 | 1994 | 1995 | 1996 | 1997 | 1998 | 1999 | 2000 | 2001 | 2002 | 2003 | 2004 | 2005 | Всього |
| Перемоги | 0    | 0    | 0    | 0    | 10   | 5    | 1    | 5    | 10   | 3    | 1    | 3    | 1    | 2    | 0    | 41     |

| #    | Гравець             | Рейтинг | Турнір                                                      | Покриття   | Р-д  | Рахунок                        | РЕ   |
| 1995 | 1995                | 1995    | 1995                                                        | 1995       | 1995 | 1995                           | 1995 |
| ---- | ------------------- | ------- | ----------------------------------------------------------- | ---------- | ---- | ------------------------------ | ---- |
| 1.   | Андре Агассі        | 2       | Філадельфія, США                                            | Килим (i)  | ПФ   | 7–6(7–5), 5–7, 6–2             | 43   |
| 2.   | Майкл Чанг          | 6       | Philadelphia, США                                           | Килим (i)  | Ф    | 0–6, 6–4, 6–0                  | 43   |
| 3.   | Горан Іванишевич    | 7       | Монреаль, Канада                                            | Тверде     | 3р   | 6–7(2–7), 7–6(7–3), 7–5        | 19   |
| 4.   | Майкл Чанг          | 5       | Монреаль, Канада                                            | Тверде     | ЧФ   | 6–3, 6–4                       | 19   |
| 5.   | Горан Іванишевич    | 7       | Лос-Анджелес, США                                           | Тверде     | ПФ   | 6–7(3–7), 6–4, 6–4             | 16   |
| 6.   | Горан Іванишевич    | 7       | Мастерс Цинциннаті, США                                     | Тверде     | ЧФ   | 4–6, 6–0, 6–3                  | 13   |
| 7.   | Горан Іванишевич    | 7       | Індіанаполіс, США                                           | Тверде     | ПФ   | 6–1, 1–6, 6–3                  | 13   |
| 8.   | Джим Кур'є          | 7       | Фінал ATP, Франкфурт, Німеччина                             | Килим (i)  | RR   | 6–3, 6–2                       | 8    |
| 9.   | Майкл Чанг          | 4       | Чемпіонат світу туру ATP, Франкфурт, Німеччина              | Килим (i)  | RR   | 6–1, 6–4                       | 8    |
| 10.  | Томас Мустер        | 3       | Чемпіонат світу туру ATP, Франкфурт, Німеччина              | Килим (i)  | RR   | 6–4, 6–7(3–7), 6–4             | 8    |
| 1996 |                     |         |                                                             |            |      |                                |      |
| 11.  | Ріхард Крайчек      | 8       | Мастерс Цинциннаті, США                                     | Тверде     | 3р   | 7–6(9–7), 6–2                  | 12   |
| 12.  | Піт Сампрас         | 1       | Мастерс Цинциннаті, США                                     | Тверде     | ЧФ   | 6–3, 6–3                       | 12   |
| 13.  | Марсело Ріос        | 10      | Ліон, Франція                                               | Килим (i)  | ЧФ   | 6–3, 2–6, 7–5                  | 13   |
| 14.  | Євген Кафельников   | 4       | Париж, Франція                                              | Килим (i)  | Ф    | 6–2, 6–4, 7–5                  | 12   |
| 15.  | Борис Бекер         | 6       | Фінал ATP, Гановер, Німеччина                               | Килим (i)  | RR   | 6–3, 7–6(7–1)                  | 9    |
| 1997 |                     |         |                                                             |            |      |                                |      |
| 16.  | Марсело Ріос        | 7       | Марсель, Франція                                            | Тверде (i) | Ф    | 6–4, 1–0, ret.                 | 10   |
| 1998 |                     |         |                                                             |            |      |                                |      |
| 17.  | Карлос Моя          | 8       | Сідней, Австралія                                           | Тверде     | 1р   | 6–7(6–8), 6–4, 6–4             | 27   |
| 18.  | Ріхард Крайчек      | 9       | Марсель, Франція                                            | Тверде (i) | ПФ   | 6–3, 6–7(1–7), 6–3             | 29   |
| 19.  | Євген Кафельников   | 7       | Марсель, Франція                                            | Тверде (i) | Ф    | 6–4, 6–1                       | 29   |
| 20.  | Грег Руседскі       | 5       | Відкритий чемпіонат Маямі з тенісу, США                     | Тверде     | 4р   | 6–2, 6–2                       | 24   |
| 21.  | Євген Кафельников   | 6       | Відкритий чемпіонат Франції з тенісу, Париж, Франція        | Ґрунт      | 2р   | 4–6, 7–6(12–10), 7–6(7–4), 6–1 | 19   |
| 1999 |                     |         |                                                             |            |      |                                |      |
| 22.  | Патрік Рафтер       | 4       | Відкритий чемпіонат Австралії з тенісу, Мельбурн, Австралія | Тверде     | 3р   | 6–4, 4–6, 6–4, 6–4             | 21   |
| 23.  | Алекс Корретха      | 4       | Відкритий чемпіонат Маямі з тенісу, США                     | Тверде     | 4р   | 7–5, 6–3                       | 15   |
| 24.  | Карлос Мойя         | 4       | World Team Cup, Дюссельдорф, Німеччина                      | Ґрунт      | RR   | 3–6, 6–1, 6–3                  | 17   |
| 25.  | Тім Генман          | 7       | World Team Cup, Дюссельдорф, Німеччина                      | Ґрунт      | RR   | 7–6(7–4), 6–4                  | 17   |
| 26.  | Густаво Куертен     | 5       | Штутгарт, Німеччина                                         | Тверде (i) | 3р   | 6–4, 5–7, 6–4                  | 18   |
| 27.  | Марсело Ріос        | 9       | Штутгарт, Німеччина                                         | Тверде (i) | ЧФ   | 6–4, 6–2                       | 18   |
| 28.  | Андре Агассі        | 1       | Штутгарт, Німеччина                                         | Тверде (i) | ПФ   | 6–3, 4–6, 6–0                  | 18   |
| 29.  | Ріхард Крайчек      | 8       | Штутгарт, Німеччина                                         | Тверде (i) | Ф    | 6–1, 6–4, 5–7, 7–5             | 18   |
| 30.  | Тодд Мартін         | 4       | Париж, Франція                                              | Килим (i)  | 2р   | 4–6, 7–6(7–5), 7–6(8–6)        | 9    |
| 31.  | Ніколас Кіфер       | 6       | Фінал ATP, Гановер, Німеччина                               | Тверде (i) | RR   | 6–4, 7–5                       | 4    |
| 2000 |                     |         |                                                             |            |      |                                |      |
| 32.  | Седрік Пйолін       | 10      | Лондон, Велика Британія                                     | Тверде (i) | ЧФ   | 7–6(7–3), 4–6, 7–6(8–6)        | 12   |
| 33.  | Піт Сампрас         | 2       | Індіан-Веллс, США                                           | Тверде     | ЧФ   | 6–3, 3–6, 6–3                  | 10   |
| 34.  | Тім Генман          | 10      | Базель, Швейцарія                                           | Килим (i)  | ПФ   | 6–1, 6–3                       | 6    |
| 2001 |                     |         |                                                             |            |      |                                |      |
| 35.  | Хуан Карлос Ферреро | 5       | Штутгарт, Німеччина                                         | Тверде (i) | 2р   | 4–6, 6–3, 7–6(7–4)             | 27   |
| 2002 |                     |         |                                                             |            |      |                                |      |
| 36.  | Себастьян Грожан    | 9       | Марсель, Франція                                            | Тверде (i) | ЧФ   | 6–3, 7–5                       | 24   |
| 37.  | Євген Кафельников   | 4       | Марсель, Франція                                            | Тверде (i) | ПФ   | 6–7(1–7), 7–6(12–10), 6–4      | 24   |
| 38.  | Томас Юганссон      | 9       | Індіан-Веллс, США                                           | Тверде     | 1р   | 7–6(7–4), 2–6, 6–4             | 22   |
| 2003 |                     |         |                                                             |            |      |                                |      |
| 39.  | Андре Агассі        | 2       | Скоттсдейл, США                                             | Тверде     | 1р   | 6–7(6–8), 6–4, 6–1             | 73   |
| 2004 |                     |         |                                                             |            |      |                                |      |
| 40.  | Марк Філіппуссіс    | 9       | Кубок Девіса, Аделаїда, Австралія                           | Тверде     | RR   | 6–3, 6–4, 6–2                  | 78   |
| 41.  | Енді Роддік         | 2       | Мемфіс, США                                                 | Тверде (i) | ЧФ   | 7–6(10–8), 6–3                 | 80   |